# 荣勋宫博物馆（旧金山）
荣勋宫（英語：Legion of Honor）是旧金山现代艺术博物馆的一部分。该名称既可用于博物馆藏品，也可用于其所在的建筑物。Max Hollein目前担任其董事和首席执行官。

## 历史

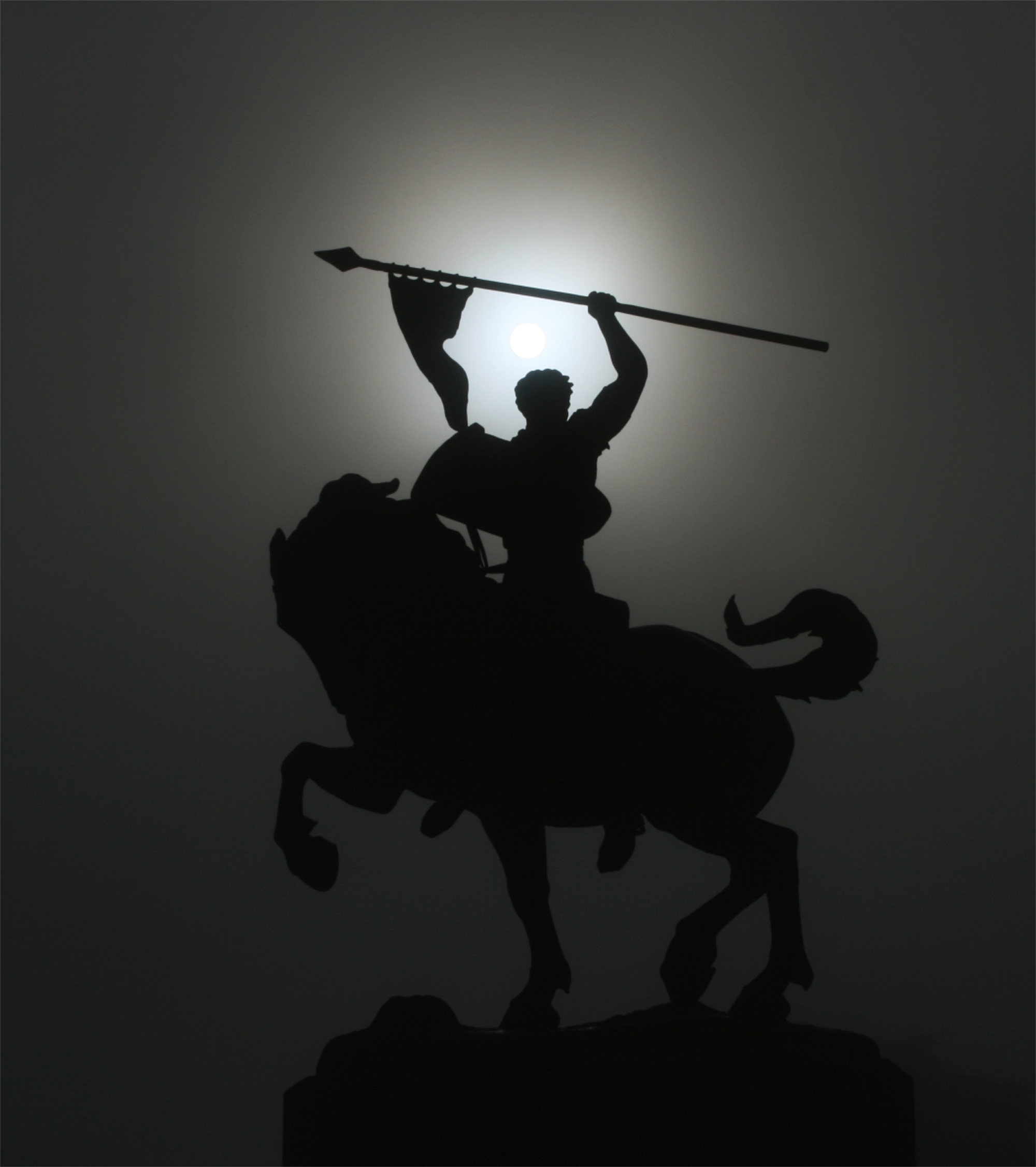
El Cid的雕像，荣勋宫正门前。

荣勋宫由Alma de Bretteville Spreckels捐赠。她是糖业大亨Adolph B. Spreckels 的妻子。该建筑由George Applegarth和H. Guillaume所建，是1915年巴拿马–太平洋国际博览会法国馆的的全尺寸复制品，同时也是皮埃尔·卢梭建于1782年的巴黎荣勋宫的四分之三尺寸复刻。1915年国际博览会的会址离如今的荣勋宫仅相隔几英里远。当博览会结束时，法国政府既授予Spreckels许可建造法国馆的永久复制品。第一次世界大战的爆发将荣勋宫的动工推迟到1921年。
博物馆建筑位于旧金山城市西北部林肯公园的一处高地。游客可从高地欣赏到金门大桥的景色。博物馆周边是林肯公园高尔夫球场，位于旧金山市于1867年购买的名为“金门公墓” 的墓地上。该墓地于1908年关闭，尸体被重新安置到科尔马。然而，在20世纪90年代的地震期间，当地仍有棺材和骨骼遗骸出现。
"在1992年3月至1995年11月（荣勋宫七十一周年之际），博物馆进行了重大改造，包括抗震加固，建筑系统升级，历史建筑特色的恢复以及增加35,000平方英尺的地下扩建。在不改变历史外观或对场地的环境完整性产生不利影响的情况下，这次改造增加了相关的游客服务和项目设施。这次极具挑战性的改造由建筑师Edward Larrabee Barnes和Mark Cavagnero完成。"
在荣誉军团宫前的广场和喷泉是林肯高速公路林肯高速公路的西部终点。林肯高速公路是第一条横跨美国的州际高速公路。终点标志和相关牌匾位于荣勋宫左侧，广场和喷泉的西南角。广场正中是名为“Pax Jerusalemme”的 现代雕塑，由Mark di Suvero完成。

## 藏品
荣勋宫的藏品跨越6000多年，囊括了从古埃及到近代欧洲的各种艺术品。

### 欧洲艺术

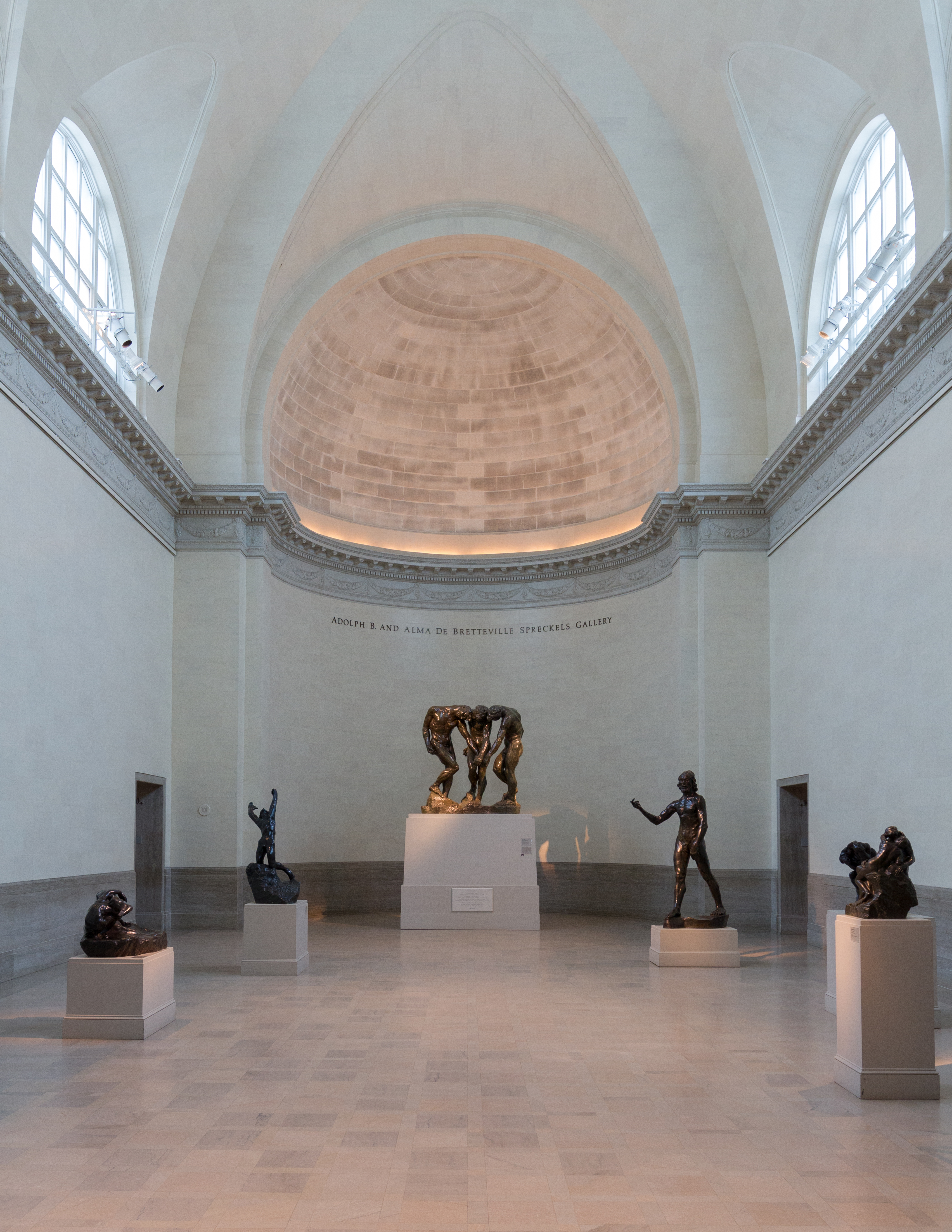
荣勋宫中展出的罗丹的雕像

博物馆收藏了一系列欧洲艺术品，其中大部分是法国艺术品。最著名的藏品来自是出自奥古斯特罗丹之手的雕塑。馆中展出了一些 他最知名的作品，其中包括“沉思者”。馆中也收藏了许多其他艺术家的个人作品，包括弗朗索瓦·布歇，伦勃朗，托馬斯·庚斯博羅, 雅克-路易·大卫, 格雷考, 詹巴蒂斯塔·皮托尼, 彼得·保羅·魯本斯，以及许多印象派画家和后印象派画家（如埃德加·德加， 皮耶-奧古斯特·雷諾瓦， 克勞德·莫奈，卡米耶·畢沙羅, 喬治·秀拉，保罗·塞尚等人）的作品。 许多20世纪知名画家如喬治·布拉克和毕加索或是当代艺术家像是郝文和羅伯·克朗布的代表作品也被收入馆中。 

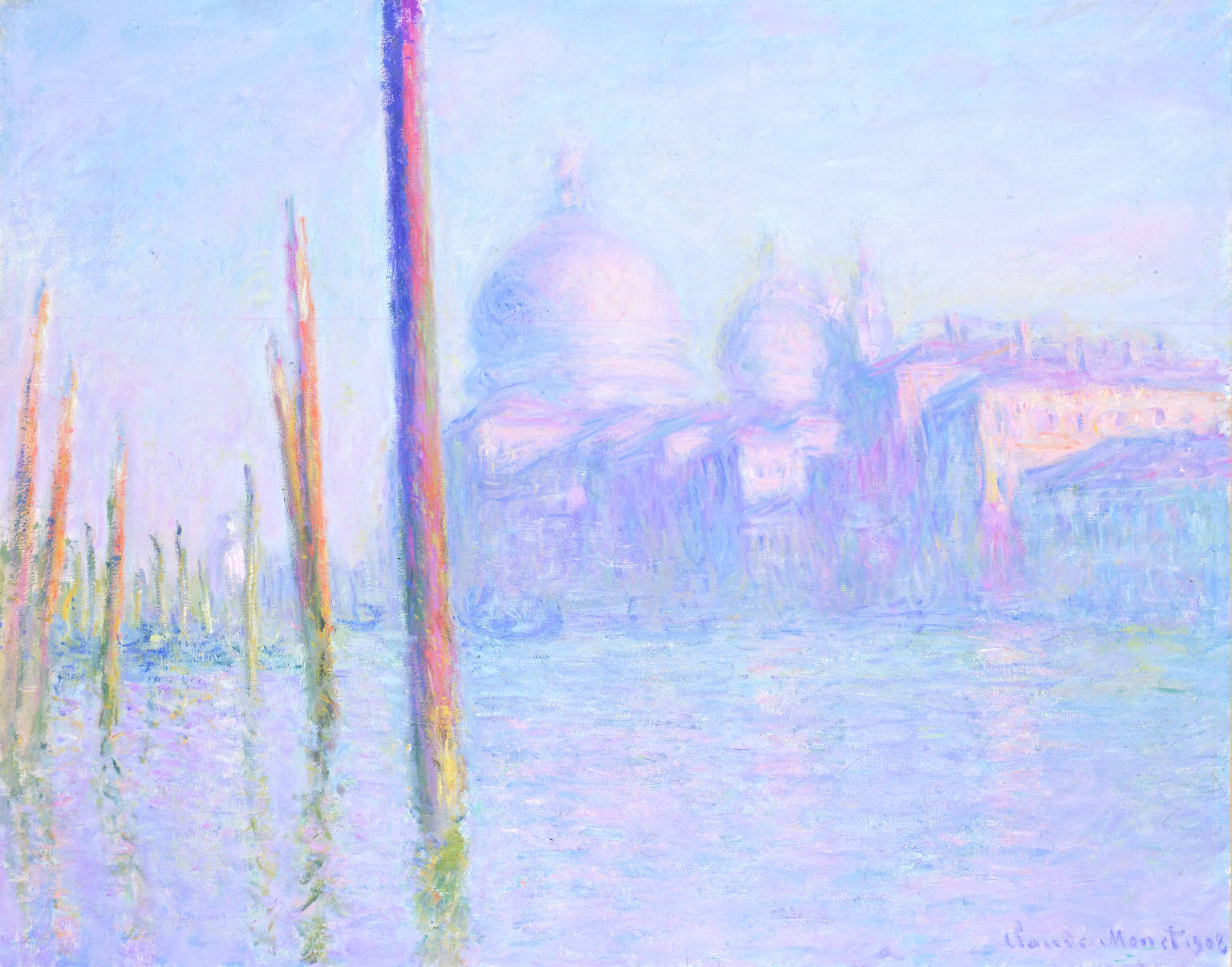
大运河，威尼斯，1908年，克勞德·莫奈。

### 著名藏品
- 施洗者圣约翰，El Greco，1600年
- 青铜时代 (雕塑)， 奥古斯特·罗丹，1875年
- 小跑马，埃德加·德加，1881年
- 亲吻，奥古斯特·罗丹，1884年
- 大运河，克勞德·莫奈，1908年
- 睡莲，克勞德·莫奈，1914年

## 交响乐管风琴

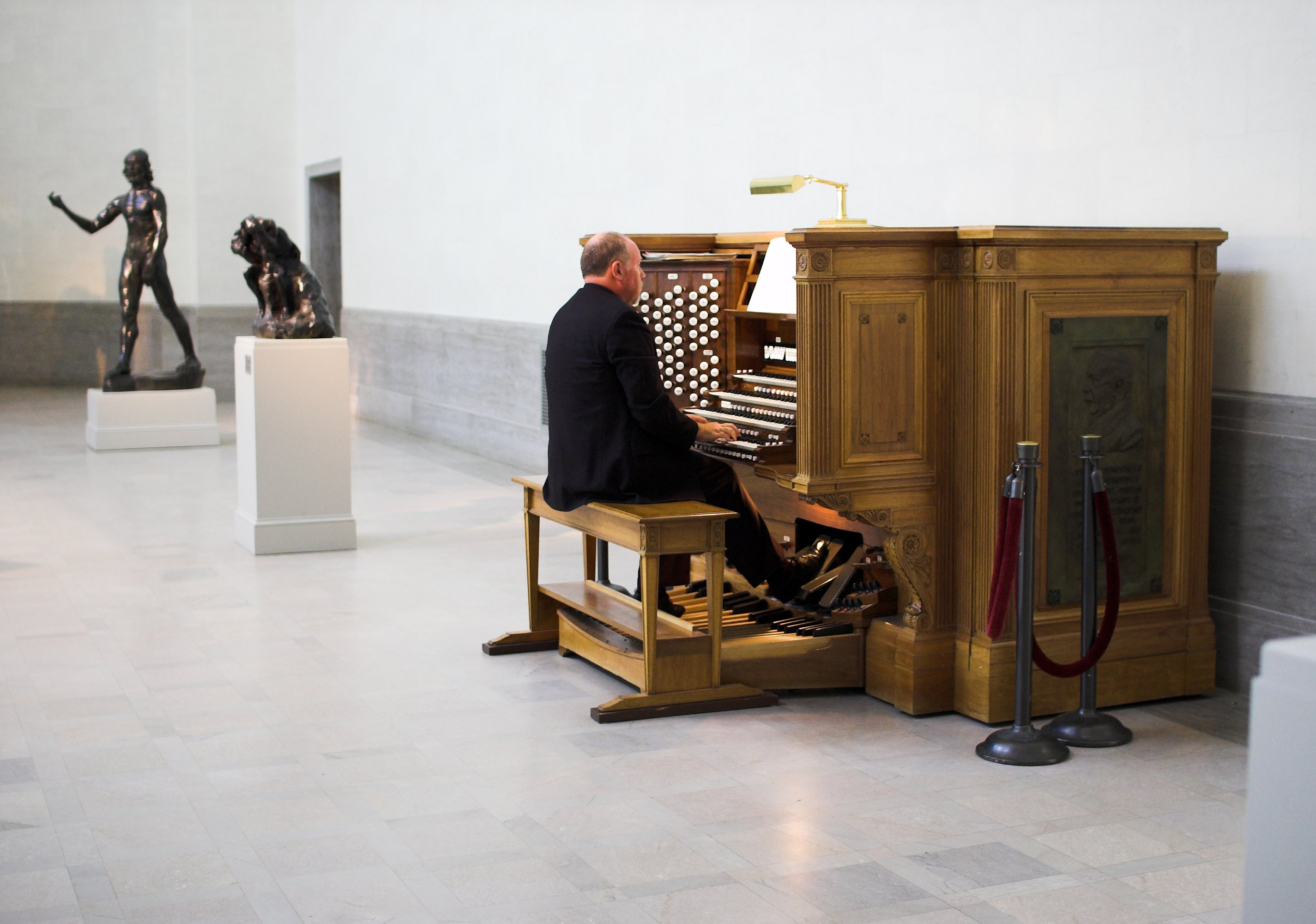
交响乐管风琴

1924年， 约翰·斯普雷克尔斯委托位于波士顿的Ernest M.Skinner公司建造一件特别的乐器，名为交响乐管风琴。该乐器位于主画廊上方的馆区，有4个键盘和踏板，7个分区，63个等级，
共有4,526个管道。

## 画廊

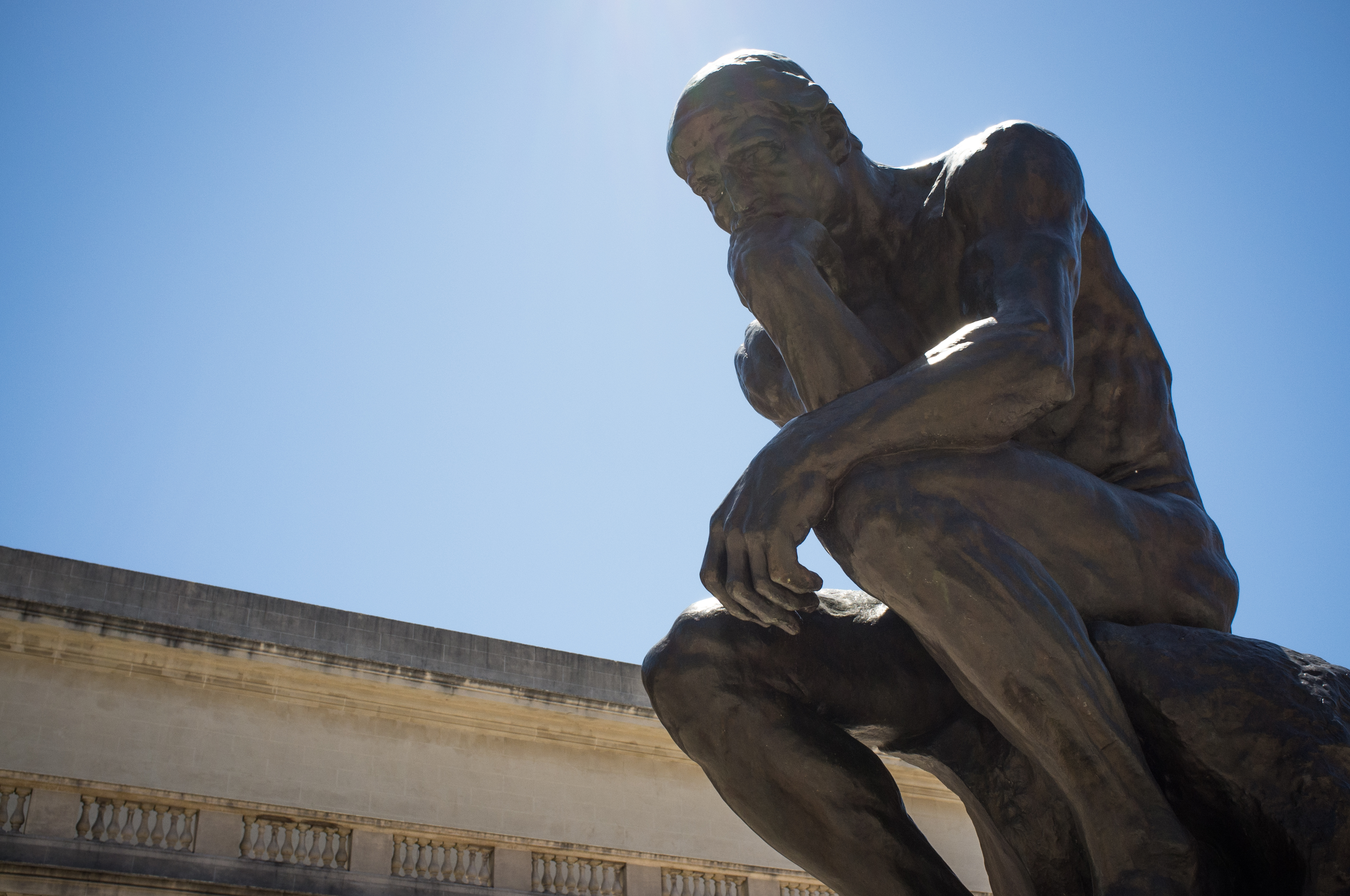
Statue of The Thinker by Auguste Rodin in the front of the museum.
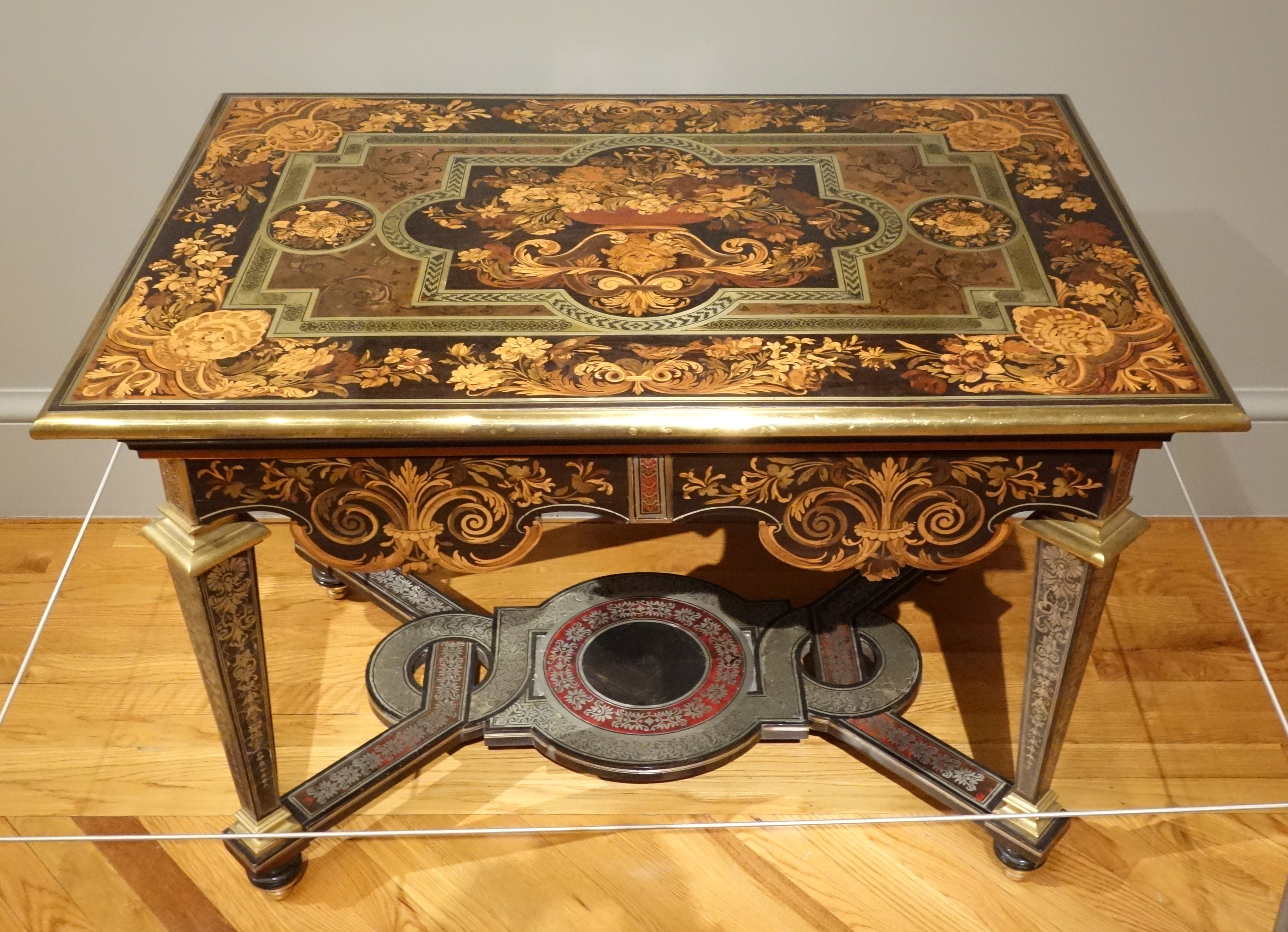
Andre-Charles Boulle, Boulle Work Table c. 1670-1680.
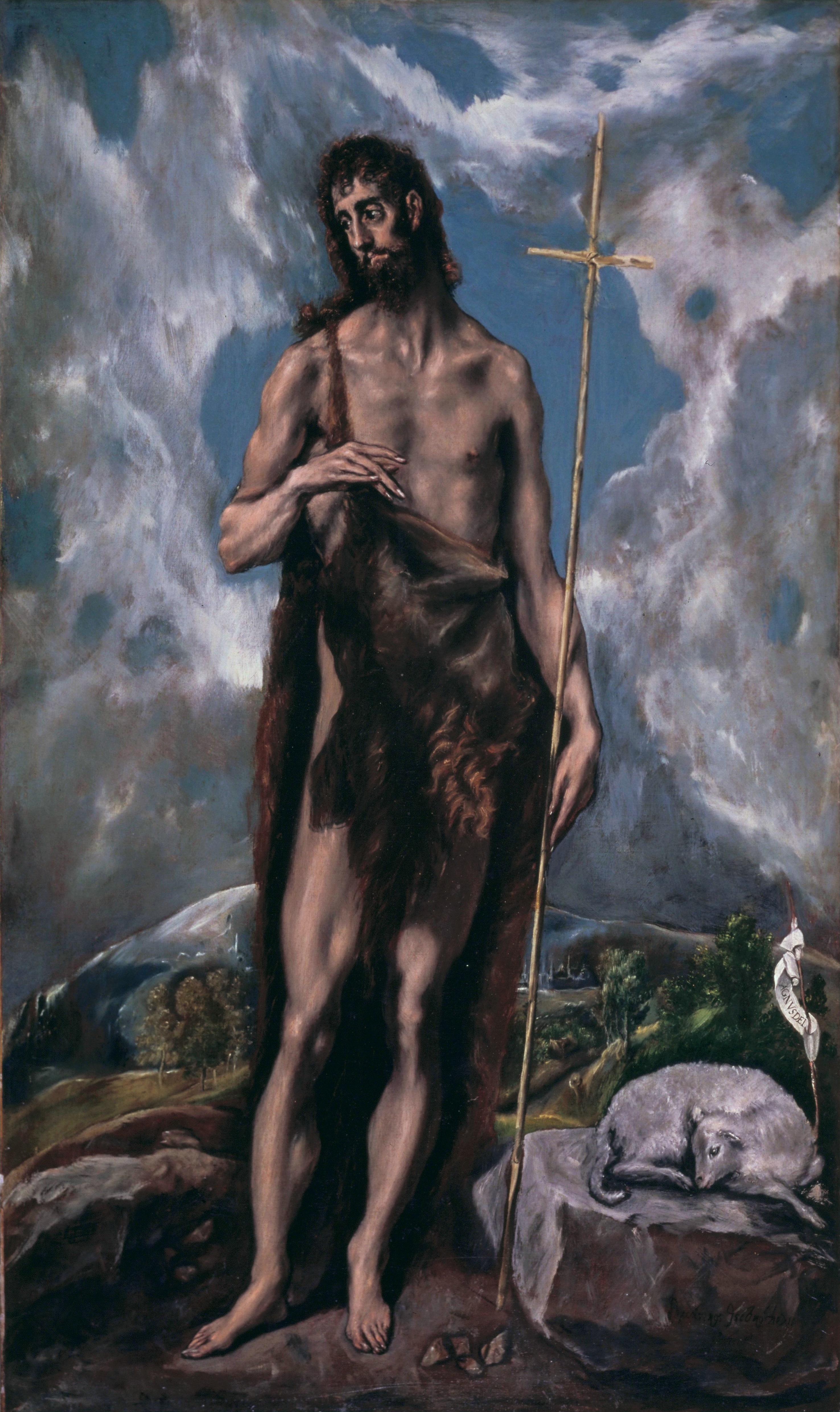
Saint John the Baptist（西班牙语：San Juan Bautista (El Greco, Malagón)）, c. 1600, El Greco.
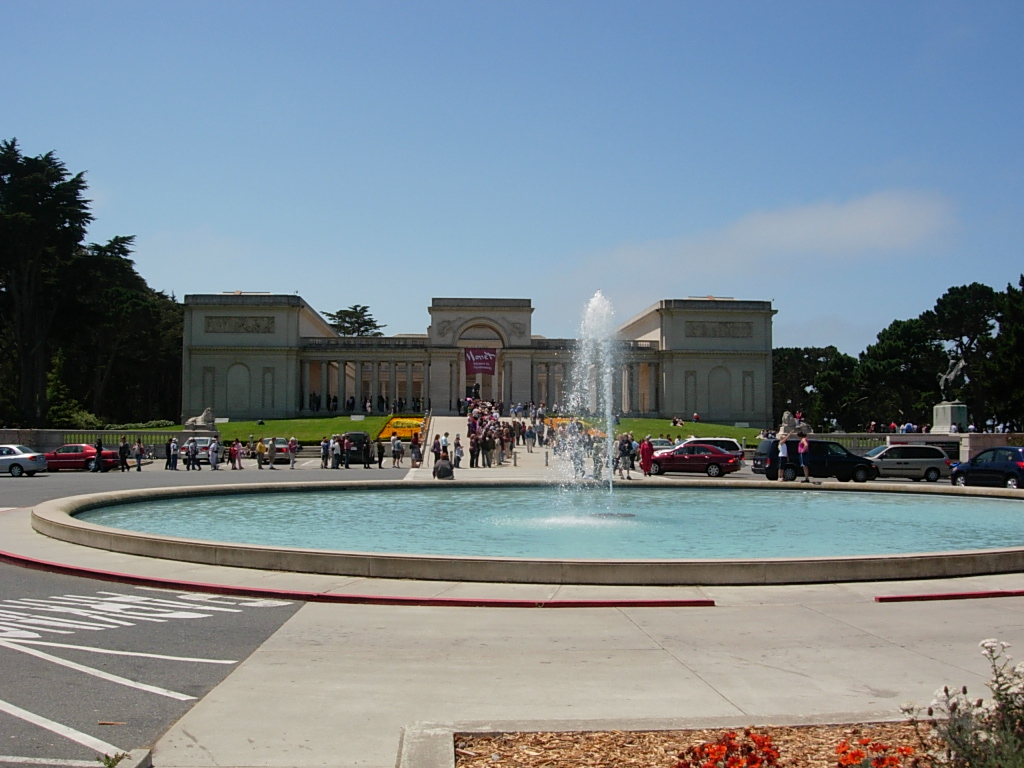
Fountain in the front.
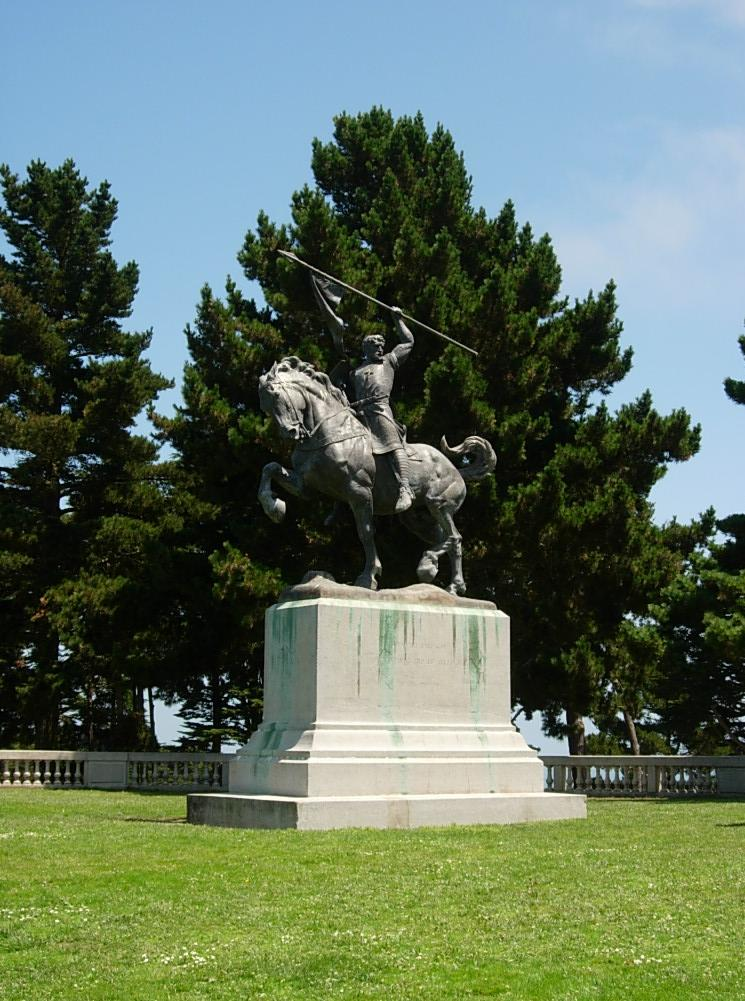
Equestrian statue in front is El Cid by Anna Hyatt Huntington.
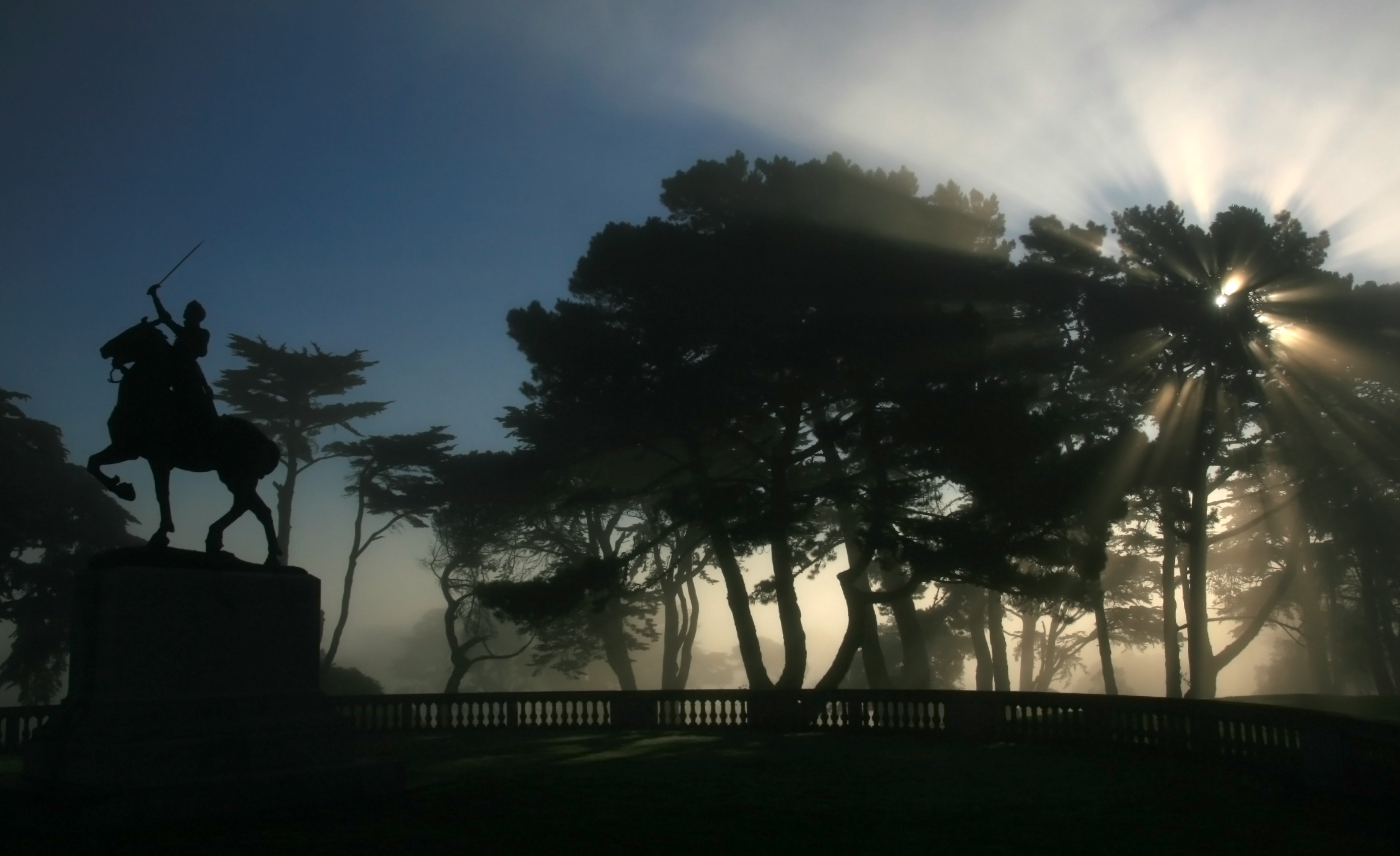
Joan of Arc on horseback.
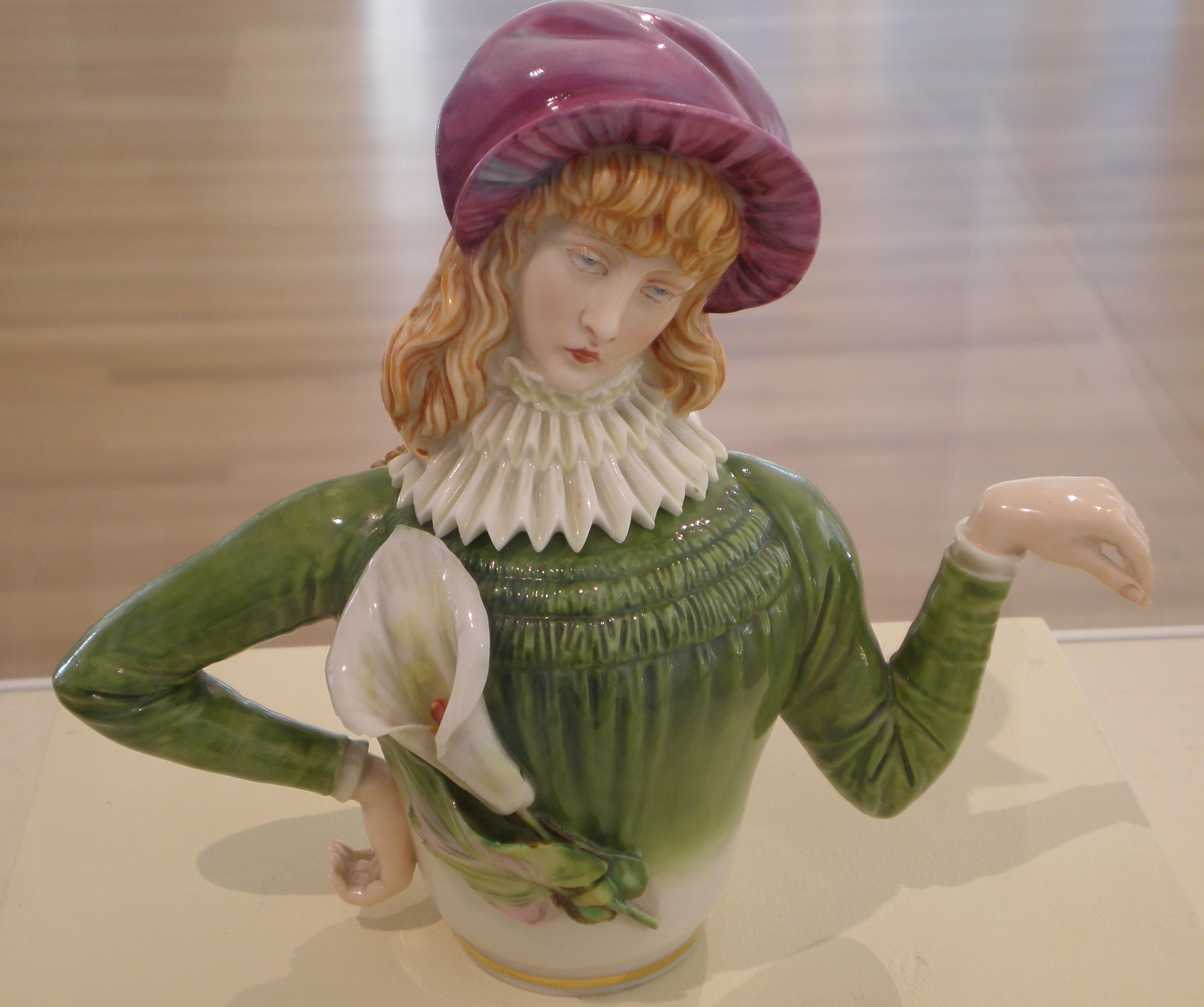
Female side of Aesthetic teapot designed by R. W. Binns and modeled by James Hadley, 1881.
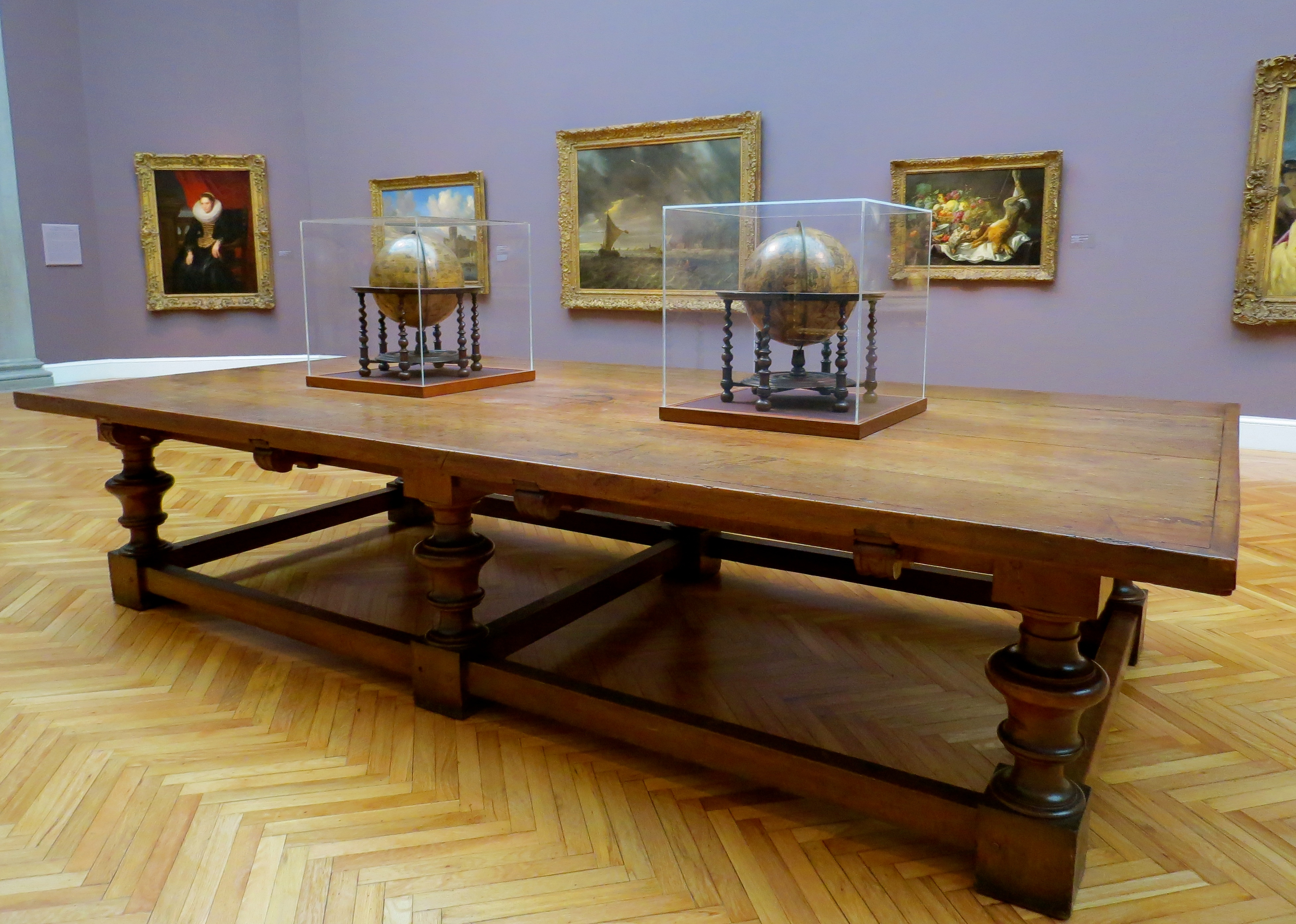
17th century Oak Table (Italy) and World Globes (Netherlands)

## 电影亮相
- 在阿尔弗雷德·希区柯克的电影“迷魂記”（1958年）中，斯科蒂跟随玛德琳·埃尔斯特来到荣勋宫，并在那里对着一幅画盯了很久。这幅名为“美丽的卡洛塔”的画作是专门为电影而制作的道具，并没有安置在博物馆内。
- 1993年的迷你剧“城市的故事”中，荣勋宫也曾出境。Mary Ann Singleton（Laura Linney饰演）安排在博物馆与她的邻居Norman Neal Williams（由Stanley DeSantis饰演）见面。